# Empis tessellata
Empis tessellata är en tvåvingeart som beskrevs av Fabricius 1794. Empis tessellata ingår i släktet Empis och familjen dansflugor. Arten är reproducerande i Sverige. Inga underarter finns listade i Catalogue of Life.
Arten blir 11 till 14 mm lång och den har främst en mörkgrå färg med inslag av brunt. Vingarna är mer rödbruna. Det mellersta segmentet är ganska tjock och det bakre segmentet långsmal. På de långa benen förekommer hår och borstar. Hos Empis tessellata är snabeln riktad mot grunden.
Habitatet utgörs av skogar och öppna landskap. Individerna äter bland annat nektar från växter av hagtornssläktet, flockblommiga växter och andra växter. Ibland ingår kroppsvätskor från andra insekter i artens föda. Honorna lägger sina ägg i fuktig jord och larverna utvecklas där.
I Europa hittas arten främst i tempererade områden. För Island och några andra regioner saknas bekräftelse angående artens förekomst. I Sverige når Empis tessellata upp till Jämtland.

## Bildgalleri

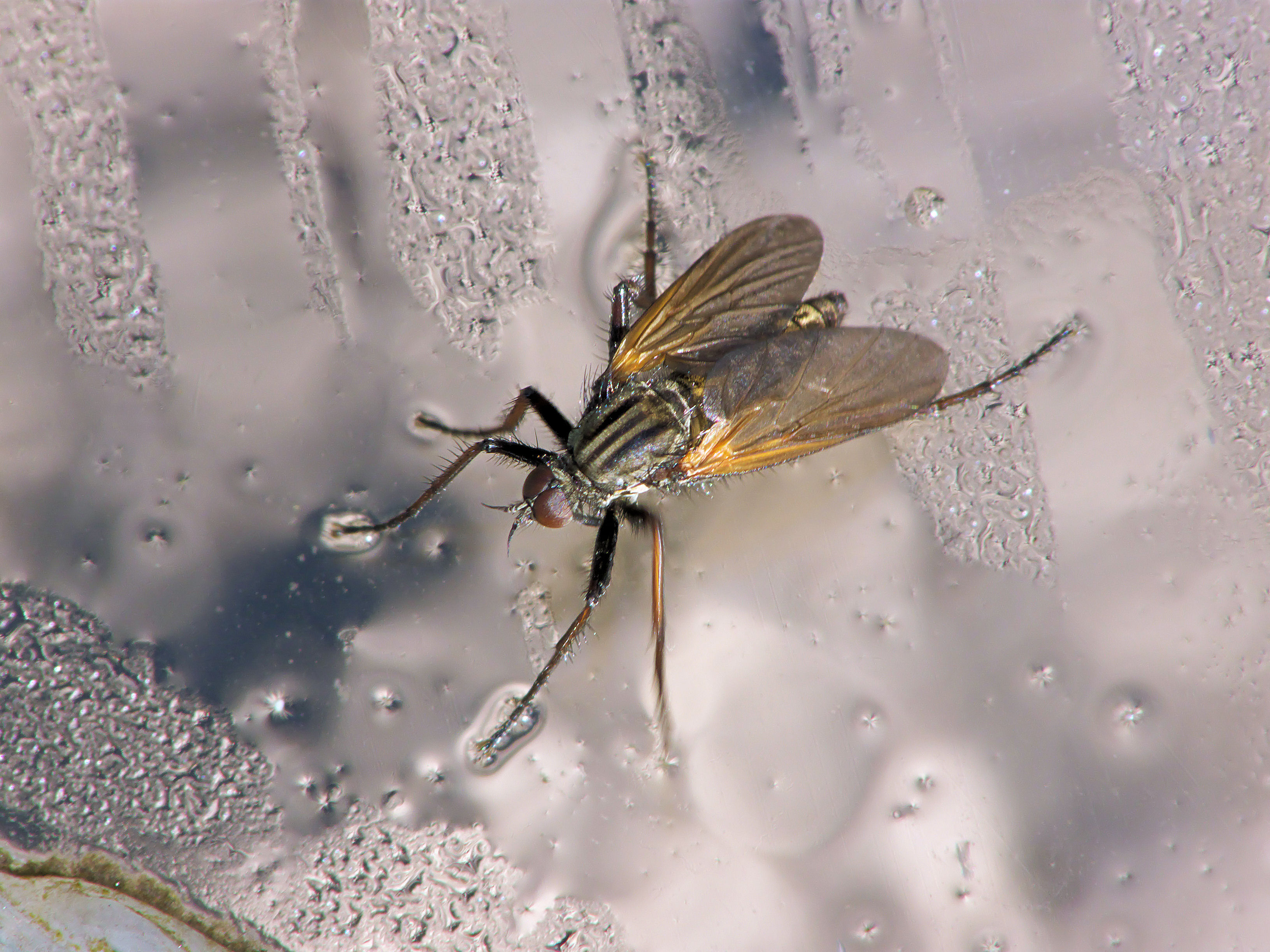